# Коетіві
Коетіві (фр. Coëtivy) — невеликий кораловий острів в Індійському океані. Разом з островом Платт належить до Південної Коралової групи Зовнішніх Сейшельських островів.
Розташований за 273 км на південь від острова Мае. Довжина острова становить 9,6 км, ширина — 1,7 км. Відкритий у 1771 році, названий на честь шевальє де Коетіві, який відкрив острів. До 1908 року політично був частиною Маврикію.
Коетіві перебуває в приватній власності організації Seychelles Marketing Board (SMB). На острові знаходяться креветкова ферма та завод з переробки креветок, який почав функціонувати у 1995 році. Трохи розвинене вівчарство, частина продукції продається на ринках острова Мае.
На острові є аеропорт Коетіві (ICAO: FSSC). Він знаходиться на висоті 3 м над рівнем моря і має єдину бетонну злітно-посадкову смугу завдовжки 1400 м.